# Arturo Vidal
Arturo Erasmo Vidal Pardo (Santiago, 22 mei 1987) is een Chileens betaald voetballer die doorgaans als middenvelder speelt. Hij tekende in juli 2022 een contract tot eind 2023 bij Flamengo, nadat hij transfervrij overkwam van Internazionale. Vidal debuteerde in 2007 in het Chileens voetbalelftal.
Vidal heeft in zijn thuisland Vidal de bijnaam Celia Punk, die hij kreeg vanwege zijn liefde voor de muziek van zangeres Celia Cruz en zijn haardrachten.

## Clubcarrière
Vidal debuteerde in 2005 in het profvoetbal als speler van Colo-Colo, waar hij ook de jeugdopleiding doorliep. Daarvoor speelde hij drie seizoenen en meer dan vijftig wedstrijden, waarin hij met de club twee keer landskampioen werd in de Apertura (eerste seizoenshelft) en één keer in de Clausura (tweede seizoenshelft). Met een Chileense jeugdselectie nam Vidal vervolgens deel aan het WK onder 20 van 2007. Na een verlies in de halve finale van de uiteindelijke wereldkampioen Argentinië, werd hij daarop met zijn ploeggenoten derde.
Na het jeugd-WK verruilde Vidal Colo-Colo voor $11.000.000,- voor Bayer 04 Leverkusen. Daar werd hij eveneens een vaste kracht. Vanaf maart 2009 moest hij een tijdje vanaf de zijlijn toekijken omdat hij tijdens een botsing met Marc Pfertzel van VfL Bochum een hersenschudding en een gebroken oogkas opliep.
Vidal tekende in juli 2011 een vijfjarig contract bij Juventus, dat circa €10.200.000,- voor hem betaalde aan Bayer Leverkusen. Hier werd hij een dragende kracht op het middenveld, naast Paul Pogba. Vidal werd met Juventus in 2012, 2013, 2014 en 2015 vier keer achter elkaar Italiaans landskampioen en bereikte in 2015 de finale van de UEFA Champions League met de club. Op 27 november 2013 scoorde hij een hattrick tijdens een wedstrijd in de Champions League, tegen FC Kopenhagen.
Vidal tekende in juli 2015 een contract tot medio 2019 bij Bayern München, de kampioen van Duitsland in de voorgaande drie seizoenen. Dat betaalde circa €35.000.000,- voor hem aan Juventus. Vidal maakte op zaterdag 1 augustus zijn officiële debuut voor de Duitse club, in een na strafschoppen verloren wedstrijd om de DFL-Supercup 2015 tegen VfL Wolfsburg. Hij viel na 74 minuten in voor Thiago Alcántara.

## Clubstatistieken
| Seizoen | Club             | Competitie       | Competitie | Competitie | Beker | Beker | Internationaal | Internationaal | Overig | Overig | Totaal | Totaal |
| Seizoen | Club             | Competitie       | Wed.       | Dlp.       | Wed.  | Dlp.  | Wed.           | Dlp.           | Wed.   | Dlp.   | Wed.   | Dlp.   |
| ------- | ---------------- | ---------------- | ---------- | ---------- | ----- | ----- | -------------- | -------------- | ------ | ------ | ------ | ------ |
| 2005    | Colo-Colo        | Primera División | 2          | 0          | 0     | 0     | 0              | 0              | —      | —      | 2      | 0      |
| 2006    | Colo-Colo        | Primera División | 19         | 0          | 0     | 0     | 12             | 3              | —      | —      | 31     | 3      |
| 2007    | Colo-Colo        | Primera División | 15         | 2          | 0     | 0     | 8              | 0              | —      | —      | 23     | 2      |
| 2007/08 | Bayer Leverkusen | Bundesliga       | 24         | 1          | 0     | 0     | 9              | 0              | —      | —      | 33     | 1      |
| 2008/09 | Bayer Leverkusen | Bundesliga       | 29         | 3          | 6     | 3     | —              | —              | —      | —      | 35     | 6      |
| 2009/10 | Bayer Leverkusen | Bundesliga       | 31         | 1          | 1     | 0     | —              | —              | —      | —      | 32     | 1      |
| 2010/11 | Bayer Leverkusen | Bundesliga       | 33         | 10         | 2     | 1     | 9              | 2              | —      | —      | 44     | 13     |
| 2011/12 | Juventus         | Serie A          | 33         | 7          | 2     | 0     | —              | —              | —      | —      | 35     | 7      |
| 2012/13 | Juventus         | Serie A          | 31         | 10         | 4     | 1     | 9              | 3              | 1      | 1      | 45     | 15     |
| 2013/14 | Juventus         | Serie A          | 32         | 11         | 1     | 0     | 12             | 7              | 1      | 0      | 46     | 18     |
| 2014/15 | Juventus         | Serie A          | 28         | 7          | 4     | 0     | 12             | 1              | 1      | 0      | 45     | 8      |
| 2015/16 | Bayern München   | Bundesliga       | 30         | 4          | 6     | 1     | 11             | 2              | 1      | 0      | 48     | 7      |
| 2016/17 | Bayern München   | Bundesliga       | 27         | 4          | 5     | 1     | 8              | 3              | 1      | 1      | 41     | 9      |
| 2017/18 | Bayern München   | Bundesliga       | 22         | 6          | 4     | 0     | 8              | 0              | 1      | 0      | 35     | 6      |
| 2018/19 | FC Barcelona     | Primera División | 33         | 3          | 8     | 0     | 11             | 0              | 1      | 0      | 53     | 3      |
| 2019/20 | FC Barcelona     | Primera División | 33         | 8          | 2     | 0     | 7              | 0              | 1      | 0      | 43     | 8      |
| 2020/21 | Internazionale   | Serie A          | 23         | 1          | 3     | 1     | 4              | 0              | 0      | 0      | 30     | 2      |
| Totaal  | Totaal           | Totaal           | 445        | 78         | 49    | 8     | 120            | 21             | 8      | 2      | 622    | 109    |

Bijgewerkt op 5 oktober 2020

## Interlandcarrière
Vidal debuteerde op 7 februari 2007 onder bondscoach Marcelo Bielsa in het nationale team van Chili, dat die dag een vriendschappelijke wedstrijd speelde in en tegen Venezuela. Hij viel in die wedstrijd in de blessuretijd in voor Humberto Suazo. Al snel groeide hij uit tot basisspeler. Met Chili werd hij tweede in de WK-kwalificatiegroep CONMEBOL achter Brazilië. Bielsa nam hem vervolgens ook mee naar het WK 2010, waaraan hij als basisspeler begon.
Op 9 november 2011 raakte Vidal in opspraak, omdat bondscoach Claudio Borghi hem en vier andere internationals uit zijn selectie verwijderde in de aanloop naar de WK-kwalificatieduels tegen Uruguay en Paraguay. Het vijftal, met verder Jorge Valdivia, Jean Beausejour, Carlos Carmona en Gonzalo Jara, zou te laat zijn komen opdagen bij een training nadat zij dronken waren teruggekomen na een avondje vrijaf. "Drie kwartier later dan afgesproken en in een staat die niet bij een profvoetballer past", zei Borghi. Vidal maakte deel uit van de selectie op het wereldkampioenschap voetbal 2014 in Brazilië en de Copa América 2015 in eigen land. De Copa werd gewonnen door in de finale na strafschoppen Argentinië te verslaan. Het was de eerste prijs voor het Chileens voetbalelftal in haar geschiedenis. Vidal benutte zelf de tweede Chileense strafschop. Hij won een jaar later ook de Copa América Centenario met zijn landgenoten. In de finale wonnen ze weer via strafschoppen van Argentinië. Vidal miste deze keer de eerste, maar Chili benutte de volgende vier en won met 4-2. Zijn ploeggenoten en hij eindigden op de Copa América 2019 als vierde.
| Interlands van Arturo Vidal voor Chili | Interlands van Arturo Vidal voor Chili | Interlands van Arturo Vidal voor Chili | Interlands van Arturo Vidal voor Chili | Interlands van Arturo Vidal voor Chili | Interlands van Arturo Vidal voor Chili | Interlands van Arturo Vidal voor Chili |
| №                                      | Datum                                  | Wedstrijd                              | Uitslag                                | Competitie                             | Goals                                  |                                        |
| Als speler van Colo-Colo               | Als speler van Colo-Colo               | Als speler van Colo-Colo               | Als speler van Colo-Colo               | Als speler van Colo-Colo               | Als speler van Colo-Colo               | Als speler van Colo-Colo               |
| -------------------------------------- | -------------------------------------- | -------------------------------------- | -------------------------------------- | -------------------------------------- | -------------------------------------- | -------------------------------------- |
| 1.                                     | 7 februari 2007                        | Venezuela – Chili                      | 0 – 1                                  | Vriendschappelijk                      | 0                                      |                                        |
| 2.                                     | 19 april 2007                          | Argentinië – Chili                     | 0 – 0                                  | Vriendschappelijk                      | 0                                      |                                        |
| 3.                                     | 3 juni 2007                            | Costa Rica – Chili                     | 2 – 0                                  | Vriendschappelijk                      | 0                                      |                                        |
| Als speler van Bayer 04 Leverkusen     |                                        |                                        |                                        |                                        |                                        |                                        |
| 4.                                     | 7 september 2007                       | Zwitserland – Chili                    | 2 – 1                                  | Vriendschappelijk                      | 0                                      |                                        |
| 5.                                     | 13 oktober 2007                        | Argentinië – Chili                     | 2 – 0                                  | WK 2010 kwalificatie                   | 0                                      |                                        |
| 6.                                     | 17 oktober 2007                        | Chili – Peru                           | 2 – 0                                  | WK 2010 kwalificatie                   | 0                                      |                                        |
| 7.                                     | 18 november 2007                       | Uruguay – Chili                        | 2 – 2                                  | WK 2010 kwalificatie                   | 0                                      |                                        |
| 8.                                     | 26 maart 2008                          | Israël – Chili                         | 1 – 0                                  | Vriendschappelijk                      | 0                                      |                                        |
| 9.                                     | 20 augustus 2008                       | Turkije – Chili                        | 1 – 0                                  | Vriendschappelijk                      | 0                                      |                                        |
| 10.                                    | 8 september 2008                       | Chili – Brazilië                       | 0 – 3                                  | WK 2010 kwalificatie                   | 0                                      |                                        |
| 11.                                    | 10 september 2008                      | Chili – Colombia                       | 4 – 0                                  | WK 2010 kwalificatie                   | 0                                      |                                        |
| 12.                                    | 12 oktober 2008                        | Ecuador – Chili                        | 1 – 0                                  | WK 2010 kwalificatie                   | 0                                      |                                        |
| 13.                                    | 16 oktober 2008                        | Chili – Argentinië                     | 1 – 0                                  | WK 2010 kwalificatie                   | 0                                      |                                        |
| 14.                                    | 11 februari 2009                       | Zuid-Afrika – Chili                    | 0 – 2                                  | Vriendschappelijk                      | 0                                      |                                        |
| 15.                                    | 12 augustus 2009                       | Denemarken – Chili                     | 1 – 2                                  | Vriendschappelijk                      | 0                                      |                                        |
| 16.                                    | 6 september 2009                       | Chili – Venezuela                      | 2 – 2                                  | WK 2010 kwalificatie                   | 1                                      |                                        |
| 17.                                    | 10 september 2009                      | Brazilië – Chili                       | 4 – 2                                  | WK 2010 kwalificatie                   | 0                                      |                                        |
| 18.                                    | 10 oktober 2009                        | Colombia – Chili                       | 2 – 4                                  | WK 2010 kwalificatie                   | 0                                      |                                        |
| 19.                                    | 14 oktober 2009                        | Chili – Ecuador                        | 1 – 0                                  | WK 2010 kwalificatie                   | 0                                      |                                        |
| 20.                                    | 17 november 2009                       | Slowakije – Chili                      | 1 – 2                                  | Vriendschappelijk                      | 0                                      |                                        |
| 21.                                    | 16 mei 2010                            | Mexico – Chili                         | 1 – 0                                  | Vriendschappelijk                      | 0                                      |                                        |
| 22.                                    | 30 mei 2010                            | Chili – Noord-Ierland                  | 1 – 0                                  | Vriendschappelijk                      | 0                                      |                                        |
| 23.                                    | 16 juni 2010                           | Honduras – Chili                       | 0 – 1                                  | WK 2010                                | 0                                      |                                        |
| 24.                                    | 21 juni 2010                           | Chili – Zwitserland                    | 1 – 0                                  | WK 2010                                | 0                                      |                                        |
| 25.                                    | 25 juni 2010                           | Chili – Spanje                         | 1 – 2                                  | WK 2010                                | 0                                      |                                        |
| 26.                                    | 28 juni 2010                           | Brazilië – Chili                       | 3 – 0                                  | WK 2010                                | 0                                      |                                        |
| 27.                                    | 16 november 2010                       | Chili – Uruguay                        | 2 – 0                                  | Vriendschappelijk                      | 1                                      |                                        |
| 28.                                    | 26 maart 2011                          | Portugal – Chili                       | 1 – 1                                  | Vriendschappelijk                      | 0                                      |                                        |
| 29.                                    | 29 maart 2011                          | Colombia – Chili                       | 0 – 2                                  | Vriendschappelijk                      | 0                                      |                                        |
| 30.                                    | 24 juni 2011                           | Paraguay – Chili                       | 0 – 0                                  | Vriendschappelijk                      | 0                                      |                                        |
| 31.                                    | 5 juli 2011                            | Chili – Mexico                         | 2 – 1                                  | Copa America 2011                      | 1                                      |                                        |
| 32.                                    | 8 juli 2011                            | Uruguay – Chili                        | 1 – 1                                  | Copa America 2011                      | 0                                      |                                        |
| 33.                                    | 17 juli 2011                           | Chili – Venezuela                      | 1 – 2                                  | Copa America 2011                      | 0                                      |                                        |
| Als speler van Juventus FC             |                                        |                                        |                                        |                                        |                                        |                                        |
| 34.                                    | 10 augustus 2011                       | Frankrijk – Chili                      | 1 – 1                                  | Vriendschappelijk                      | 0                                      |                                        |
| 35.                                    | 2 september 2011                       | Spanje – Chili                         | 3 – 2                                  | Vriendschappelijk                      | 0                                      |                                        |
| 36.                                    | 4 september 2011                       | Mexico – Chili                         | 1 – 0                                  | Vriendschappelijk                      | 0                                      |                                        |
| 37.                                    | 8 oktober 2011                         | Argentinië – Chili                     | 4 – 1                                  | WK 2014 kwalificatie                   | 0                                      |                                        |
| 38.                                    | 11 oktober 2011                        | Chili – Peru                           | 4 – 2                                  | WK 2014 kwalificatie                   | 0                                      |                                        |
| 39.                                    | 2 juni 2012                            | Bolivia – Chili                        | 0 – 2                                  | WK 2014 kwalificatie                   | 1                                      |                                        |
| 40.                                    | 9 juni 2012                            | Venezuela – Chili                      | 0 – 2                                  | WK 2014 kwalificatie                   | 0                                      |                                        |
| 41.                                    | 11 september 2012                      | Chili – Colombia                       | 1 – 3                                  | WK 2014 kwalificatie                   | 0                                      |                                        |
| 42.                                    | 12 oktober 2012                        | Ecuador – Chili                        | 3 – 1                                  | WK 2014 kwalificatie                   | 0                                      |                                        |
| 43.                                    | 14 november 2012                       | Chili – Servië                         | 1 – 3                                  | Vriendschappelijk                      | 0                                      |                                        |
| 44.                                    | 6 februari 2013                        | Chili – Egypte                         | 2 – 1                                  | Vriendschappelijk                      | 0                                      |                                        |
| 45.                                    | 8 juni 2013                            | Paraguay – Chili                       | 1 – 2                                  | WK 2014 kwalificatie                   | 1                                      |                                        |
| 46.                                    | 12 juni 2013                           | Chili – Bolivia                        | 3 – 1                                  | WK 2014 kwalificatie                   | 1                                      |                                        |
| 47.                                    | 14 augustus 2013                       | Chili – Irak                           | 6 – 0                                  | Vriendschappelijk                      | 0                                      |                                        |
| 48.                                    | 7 september 2013                       | Chili – Venezuela                      | 3 – 0                                  | WK 2014 kwalificatie                   | 1                                      |                                        |
| 49.                                    | 10 september 2013                      | Spanje – Chili                         | 2 – 2                                  | Vriendschappelijk                      | 0                                      |                                        |
| 50.                                    | 11 oktober 2013                        | Colombia – Chili                       | 3 – 3                                  | WK 2014 kwalificatie                   | 1                                      |                                        |
| 51.                                    | 16 oktober 2013                        | Chili – Ecuador                        | 2 – 1                                  | WK 2014 kwalificatie                   | 0                                      |                                        |
| 52.                                    | 5 maart 2014                           | Duitsland – Chili                      | 1 – 0                                  | Vriendschappelijk                      | 0                                      |                                        |
| 53.                                    | 4 juni 2014                            | Chili – Noord-Ierland                  | 2 – 0                                  | Vriendschappelijk                      | 0                                      |                                        |
| 54.                                    | 13 juni 2014                           | Chili – Australië                      | 3 – 1                                  | WK 2014                                | 0                                      |                                        |
| 55.                                    | 18 juni 2014                           | Spanje – Chili                         | 0 – 2                                  | WK 2014                                | 0                                      |                                        |
| 56.                                    | 28 juni 2014                           | Brazilië – Chili                       | 1 – 1                                  | WK 2014                                | 0                                      |                                        |
| 57.                                    | 6 september 2014                       | Chili – Mexico                         | 0 – 0                                  | Vriendschappelijk                      | 0                                      |                                        |
| 58.                                    | 10 oktober 2014                        | Chili – Peru                           | 3 – 0                                  | Vriendschappelijk                      | 0                                      |                                        |
| 59.                                    | 14 oktober 2014                        | Chili – Bolivia                        | 2 – 2                                  | Vriendschappelijk                      | 1                                      |                                        |
| 60.                                    | 14 november 2014                       | Chili – Venezuela                      | 5 – 0                                  | Vriendschappelijk                      | 0                                      |                                        |
| 61.                                    | 18 november 2014                       | Chili – Uruguay                        | 1 – 2                                  | Vriendschappelijk                      | 0                                      |                                        |
| 62.                                    | 29 maart 2015                          | Brazilië – Chili                       | 1 – 0                                  | Vriendschappelijk                      | 0                                      |                                        |
| 63.                                    | 11 juni 2015                           | Chili – Ecuador                        | 2 – 0                                  | Copa América                           | 1                                      |                                        |
| 64.                                    | 15 juni 2015                           | Chili – Mexico                         | 3 – 3                                  | Copa América                           | 2                                      |                                        |
| 65.                                    | 19 juni 2015                           | Chili – Bolivia                        | 5 – 0                                  | Copa América                           | 0                                      |                                        |
| 66.                                    | 24 juni 2015                           | Chili – Uruguay                        | 1 – 0                                  | Copa América                           | 0                                      |                                        |
| 67.                                    | 29 juni 2015                           | Chili – Peru                           | 2 – 1                                  | Copa América                           | 0                                      |                                        |
| 68.                                    | 4 juli 2015                            | Chili – Argentinië                     | 0 – 0                                  | Copa América                           | 0                                      |                                        |

Bijgewerkt op 14 juli 2015.

## Erelijst
| Competitie                          |           |                                    |           |           |
| Competitie                          | Aantal    | Jaren                              |           |           |
| Colo-Colo                           | Colo-Colo | Colo-Colo                          | Colo-Colo | Colo-Colo |
| ----------------------------------- | --------- | ---------------------------------- | --------- | --------- |
| Primera División (Winnaar Apertura) | 2x        | 2006, 2007                         |           |           |
| Primera División (Winnaar Clausura) | 1x        | 2006                               |           |           |
| Juventus                            |           |                                    |           |           |
| Serie A                             | 4x        | 2011/12, 2012/13, 2013/14, 2014/15 |           |           |
| Coppa Italia                        | 1x        | 2014/15                            |           |           |
| Supercoppa Italiana                 | 2x        | 2012, 2013                         |           |           |
| Bayern München                      |           |                                    |           |           |
| Bundesliga                          | 3x        | 2015/16, 2016/17, 2017/18          |           |           |
| DFB-Pokal                           | 1x        | 2015/16                            |           |           |
| DFL-Supercup                        | 2x        | 2016, 2017                         |           |           |
| FC Barcelona                        |           |                                    |           |           |
| Primera División                    | 1x        | 2018/19                            |           |           |
| Supercopa de España                 | 1x        | 2018                               |           |           |
| Internazionale                      |           |                                    |           |           |
| Serie A                             | 1x        | 2020/21                            |           |           |
| Coppa Italia                        | 1x        | 2021/22                            |           |           |
| Supercoppa Italiana                 | 1x        | 2021                               |           |           |
| Flamengo                            |           |                                    |           |           |
| CONMEBOL Libertadores               | 1x        | 2022                               |           |           |
| Copa do Brasil                      | 1x        | 2022                               |           |           |

| Competitie              | Winnaar | Winnaar    | Runner-up | Runner-up | Derde  | Derde |
| Competitie              | Aantal  | Jaren      | Aantal    | Jaren     | Aantal | Jaren |
| Chili                   | Chili   | Chili      | Chili     | Chili     | Chili  | Chili |
| ----------------------- | ------- | ---------- | --------- | --------- | ------ | ----- |
| CONMEBOL Copa América   | 2x      | 2015, 2016 |           |           |        |       |
| FIFA Confederations Cup |         |            | 1x        | 2017      |        |       |